# 2012 na literatura
Esta é uma relação de eventos importantes que aconteceram ou irão acontecer no ano de 2012 na literatura.

## Livros

### Lançados no Brasil

#### Janeiro
| Autor                      | Título                        | Editora             | Idioma    |
| -------------------------- | ----------------------------- | ------------------- | --------- |
| Gillian Summers            | A Filha do Pastor das Árvores | Bertrand Brasil     | Português |
| Richelle Mead              | A Sombra do Súcubo            | Planeta             | Português |
| Tabajara Ruas e Nei Duclós | A Trilha da Lua Cheia         | Galera Record       | Português |
| J. R. Ward                 | Amante Meu                    | Universo dos Livros | Português |
| Juan Villoro               | O Livro Selvagem              | Cia. das Letras     | Português |
| Pauline Auphen             | Os Gêmeos                     | Cia. das Letras     | Português |
| Becca Fitzpatrick          | Silêncio                      | Intrínseca          | Português |
| Alyson Noël                | Terra dos Sonhos              | Intrínseca          | Português |
| Cecily von Ziegesar        | Você nunca se satisfaz        | Galera Record       | Português |

## Eventos
- Janeiro - O romancista britânico Salman Rushdie cancela uma apresentação no Festival de Literatura de Jaipur, na Índia, e quatro outros escritores deixaram a cidade depois de lerem trechos de Os Versos Satânicos, que é proibido no país.[1]
- Abril - Enquanto frequentava o London Book Fair, exilado escritor chinês Ma Jian utiliza tinta vermelha para difamar uma cruz sobre o rosto e uma cópia do seu livro proibido Beijing Coma e chama editoras chinesas uma "porta-voz do partido comunista chinês" depois de ter sido "maltratado "durante a tentativa de apresentar o livro para Liu Binjie na feira.[2]
- Julho - Jaime García Márquez diz a seus alunos que o seu irmão Gabriel García Márquez, o escritor colombiano e ganhador do Prêmio Nobel de Literatura em 1982, sofre de demência, e que terminou sua carreira de escritor.[3]

## Prémios
- Prémio Camões — Dalton Trevisan[4]
- Prémio Hans Christian Andersen - María Teresa Andruetto